# Mendig
Mendig – miasto w Niemczech, w kraju związkowym Nadrenia-Palatynat, w powiecie Mayen-Koblenz, siedziba gminy związkowej Mendig.